# 洮北县
洮北县，中国民国时期，由中共政权设置的县。
东北解放区设。1946年由洮南县北部析置，隶嫩江省。以位县北得名。治所在瓦房（今属吉林省洮南市）。1949年撤销，并入洮安县。 